# Vágsomfalu
Vágsomfalu (szlovákul Drienové) Pelyvássomfalu településrésze, korábban önálló falu Szlovákiában, a Trencséni kerületben, a Vágbesztercei járásban.

## Fekvése
Vágbesztercétőltól 8 km-re északkeletre, a Vág bal oldalán fekszik. A falu északi részét alkotja.

## Története
1458-ban „Drenow” néven említik először. 1462-ben „Drenowe”, 1479-ben „Drienowe” néven szerepel. A Drienovsky és Svidrga családok birtoka, később a vágbesztercei váruradalom része volt. 1598-ban 17 ház állt a községben. 1720-ban 19 adózó háztartása volt. 1784-ben 49 házában 51 családban 294 lakos élt.
A 18. század végén Vályi András így ír róla: „DRIENOVE. Középszerű tót falu Trentsén Vármegyében, földes Urai Gróf Balassa, és Gróf Szapáry Uraságok, lakosai katolikusok, fekszik Vár vize mellett síkságon, Predmir, v. Plevnik falunak szomszédságában, mellytöl folyó vize által választatik, határbéli földgyei termékenyek, de mivel legelője szoross, második Osztálybéli.”
1828-ban 38 háza és 283 lakosa volt.
Fényes Elek 1851-ben kiadott geográfiai szótárában így ír a faluról: „Drienove, Trencsén m. tót falu, a Vágh bal partján: 242 kath., 12 zsidó lak., termékeny rozs termő földdel. Az áradásoktól sokat szenved. F. u. b. Balassa, és gr. Szapáry. Ut. p. Zsolna.”
1910-ben 292, túlnyomórészt szlovák lakosa volt. A trianoni békéig Trencsén vármegye Vágbesztercei járásához tartozott.
Lakói főként idénymunkákból éltek, közülük sokan részt vettek a szlovák nemzeti felkelésben. 1952-ben Pelyvással egyesítették.

## Nevezetességei
- Római katolikus temploma a 19. század közepén épült.
- Kápolnája a 19. század közepén épült.

## Külső hivatkozások
- Pelyvássomfalu Szlovákia térképén

## Lásd még
- Pelyvássomfalu
- Pelyvás